# America's Next Top Model (decima edizione)
La decima stagione di America's Next Top Model è andata in onda dal 20 febbraio al 14 maggio 2008 sul canale The CW, con lo slogan New Faces, New Attitude, New York, e con la colonna sonora Feedback di Janet Jackson.

La vincitrice è la ventenne Whitney Thompson, di Atlantic Beach, Florida, prima modella "taglie forti" a trionfare nel programma; la Thompson ha guadagnato la propria rappresentazione dalla Elite Model Management, un contratto da 100.000 dollari con la casa di cosmetici CoverGirl, nonché la copertina e un servizio di sei pagine sulla rivista Seventeen.
Il 19 dicembre 2016 l'ex concorrente Kimberly Rydzewski si è tolta la vita all'età di 29 anni.

## Concorrenti
| Concorrente                  | Età | Altezza | Provenienza               | Posizione                  |
| ---------------------------- | --- | ------- | ------------------------- | -------------------------- |
| Kimberly Rydzewski           | 20  | 175 cm  | Worcester, Massachusetts  | Ritirata nell'episodio 2   |
| Atalya Slater                | 18  | 175 cm  | Brooklyn, New York        | Eliminata nell'episodio 2  |
| Allison Kuehn                | 18  | 178 cm  | Waunakee, Wisconsin       | Eliminata nell'episodio 3  |
| Amy "Amis" Jenkins           | 20  | 175 cm  | Bartlesville, Oklahoma    | Eliminata nell'episodio 4  |
| Marvita Washington           | 23  | 180 cm  | San Francisco, California | Eliminata nell'episodio 5  |
| Aimee Wright                 | 18  | 178 cm  | Spanaway, Washington      | Eliminata nell'episodio 6  |
| Claire-Aimee "Claire" Unabia | 24  | 178 cm  | New York, New York        | Eliminata nell'episodio 7  |
| Stacy-Ann Fequiere           | 22  | 177 cm  | Miami, Florida            | Eliminata nell'episodio 9  |
| Lauren Utter                 | 22  | 185 cm  | Brooklyn, New York        | Eliminata nell'episodio 10 |
| Katarzyna Dolinska           | 22  | 178 cm  | Roslyn, New York          | Eliminata nell'episodio 11 |
| Dominique Reighard           | 23  | 175 cm  | Columbus, Ohio            | Eliminata nell'episodio 12 |
| Fatima Siad                  | 22  | 177 cm  | Boston, Massachusetts     | Eliminata nell'episodio 13 |
| Anna "Anya" Kop              | 18  | 178 cm  | Honolulu, Hawaii          | Seconda classificata       |
| Whitney Thompson             | 20  | 178 cm  | Atlantic Beach, Florida   | Vincitrice                 |

## Makeover
- Aimee: Capelli accorciati e tinti di rosso
- Allison: Capelli tinti color ambrato
- Amis: Extension e colpi di sole
- Anya: Capelli tinti color biondo platino
- Claire: Taglio "Punk" e tintura biondo platino
- Dominique: Taglio altezza collo
- Fatima: Extension e capelli tinti color cioccolato fondente
- Katarzyna: Capelli tinti di nero e dopo taglio altezza collo
- Lauren: Extension e colpi di sole aggiunti
- Marvita: Rasati su entrambi i lati, cresta e coda equina
- Stacy Ann: Taglio rasato
- Whitney: Extension e tintura color biondo chiaro

## Ordine di eliminazione
| 1  | Allison      | Anya      | Lauren    | Anya      | Stacy Ann | Whitney   | Fatima    | Anya      | Fatima    | Fatima    | Anya      | Anya    | Whitney |  |  |
| 2  | Fatima       | Claire    | Marvita   | Whitney   | Dominique | Katarzyna | Anya      | Lauren    | Katarzyna | Dominique | Whitney   | Whitney | Anya    |  |  |
| 3  | Katarzyna    | Whitney   | Aimee     | Katarzyna | Claire    | Fatima    | Katarzyna | Dominique | Anya      | Anya      | Fatima    | Fatima  |         |  |  |
| 4  | Kimberly     | Lauren    | Claire    | Claire    | Anya      | Lauren    | Whitney   | Katarzyna | Dominique | Whitney   | Dominique |         |         |  |  |
| 5  | Stacy Ann    | Aimee     | Stacy Ann | Dominique | Lauren    | Anya      | Stacy Ann | Whitney   | Whitney   | Katarzyna |           |         |         |  |  |
| 6  | Amis & Aimee | Fatima    | Fatima    | Stacy Ann | Aimee     | Dominique | Dominique | Fatima    | Lauren    |           |           |         |         |  |  |
| 7  | Amis & Aimee | Marvita   | Anya      | Lauren    | Katarzyna | Stacy Ann | Lauren    | Stacy Ann |           |           |           |         |         |  |  |
| 8  | Claire       | Katarzyna | Whitney   | Marvita   | Fatima    | Claire    | Claire    |           |           |           |           |         |         |  |  |
| 9  | Whitney      | Stacy Ann | Katarzyna | Aimee     | Whitney   | Aimee     |           |           |           |           |           |         |         |  |  |
| 10 | Marvita      | Dominique | Amis      | Fatima    | Marvita   |           |           |           |           |           |           |         |         |  |  |
| 11 | Lauren       | Allison   | Dominique | Amis      |           |           |           |           |           |           |           |         |         |  |  |
| 12 | Atalya       | Amis      | Allison   |           |           |           |           |           |           |           |           |         |         |  |  |
| 13 | Anya         | Atalya    |           |           |           |           |           |           |           |           |           |         |         |  |  |
| 14 | Dominique    | Kimberly  |           |           |           |           |           |           |           |           |           |         |         |  |  |

- Nell'episodio 1, Tyra chiama in maniera casuale le 13 finaliste del programma. A sorpresa delle concorrenti annuncia che vi è un ulteriore posto per  Dominique.
- L'episodio 2, Kimberly decide di lasciare volontariamente la competizione.
- L'episodio 8 è un riassunto dei precedenti.
- Nell'episodio 9,Fatima non partecipa al servizio fotografico.

     La concorrente è stata eliminata
     La concorrente ha lasciato la gara volontariamente
     La concorrente ha vinto la competizione

## Servizi fotografici
- Episodio 1: Studentesse (casting).
- Episodio 2: Clochard.
- Episodio 3: Intimates (lingerie firmata Elle Macpherson) su uno yacht sotto il ponte di Brooklyn.
- Episodio 4: Al mattatoio.
- Episodio 5: Dipinte con acquerelli.
- Episodio 6: Generi musicali.
- Episodio 7: Ispirato allo spettacolo teatrale La Fuerza Bruta di Jacinto Benavente.
- Episodio 9: Miliardarie vintage in procinto di imbarcarsi su un aereo.
- Episodio 10: Pubblicità CoverGirl Vibrant Hue Lipcolor in lingua italiana.
- Episodio 11: Alta moda rinascimentale in un castello romano.
- Episodio 12: Diva dei paparazzi.
- Episodio 13: Pubblicità CoverGirl LashBlast Mascara e copertina per Seventeen.